# Кастеламаре ди Стабија
Кастеламаре ди Стабија (итал. Castellammare di Stabia, на напуљском и Castiellammare, или Castllammare) град је и лука у италијанској регији Кампанији, који припада Општини Напуљ. Налази се у напуљском заливу, на почетку полуострва Сорентина. Са својом популацијом од 65.422 становника је шести по реду град са највише становника у својој регији.

## Географија
| Клима (Кастеламаре ди Стабија) | Клима (Кастеламаре ди Стабија) | Клима (Кастеламаре ди Стабија) | Клима (Кастеламаре ди Стабија) | Клима (Кастеламаре ди Стабија) | Клима (Кастеламаре ди Стабија) | Клима (Кастеламаре ди Стабија) | Клима (Кастеламаре ди Стабија) | Клима (Кастеламаре ди Стабија) | Клима (Кастеламаре ди Стабија) | Клима (Кастеламаре ди Стабија) | Клима (Кастеламаре ди Стабија) | Клима (Кастеламаре ди Стабија) | Клима (Кастеламаре ди Стабија) |
| Показатељ \ Месец              | .Јан.                          | .Феб.                          | .Мар.                          | .Апр.                          | .Мај.                          | .Јун.                          | .Јул.                          | .Авг.                          | .Сеп.                          | .Окт.                          | .Нов.                          | .Дец.                          | .Год.                          |
| ------------------------------ | ------------------------------ | ------------------------------ | ------------------------------ | ------------------------------ | ------------------------------ | ------------------------------ | ------------------------------ | ------------------------------ | ------------------------------ | ------------------------------ | ------------------------------ | ------------------------------ | ------------------------------ |
| Средњи максимум, °C (°F)       | 12,5 (54,5)                    | 13,9 (57)                      | 16,6 (61,9)                    | 21,0 (69,8)                    | 24,9 (76,8)                    | 29,7 (85,5)                    | 32,2 (90)                      | 31,8 (89,2)                    | 28,9 (84)                      | 23,3 (73,9)                    | 18,0 (64,4)                    | 14,5 (58,1)                    | 32,2 (90)                      |
| Средњи минимум, °C (°F)        | 6,2 (43,2)                     | 6,3 (43,3)                     | 8,3 (46,9)                     | 11,3 (52,3)                    | 14,5 (58,1)                    | 18,3 (64,9)                    | 20,3 (68,5)                    | 20,5 (68,9)                    | 17,9 (64,2)                    | 14,6 (58,3)                    | 10,9 (51,6)                    | 8,5 (47,3)                     | 6,2 (43,2)                     |
| [ тражи се извор ]             |                                |                                |                                |                                |                                |                                |                                |                                |                                |                                |                                |                                |                                |

## Становништво
Према резултатима пописа становништва 2011. у општини је живело 65.944 становника.
| 1931.  | 1936.  | 1951.  | 1961.  | 1971.  | 1981.  | 1991.  | 2001.  | 2011.  |
| ------ | ------ | ------ | ------ | ------ | ------ | ------ | ------ | ------ |
| 43.045 | 46.469 | 56.254 | 64.618 | 68.629 | 70.685 | 68.733 | 66.929 | 65.944 |